# فرگشت در ادبیات داستانی

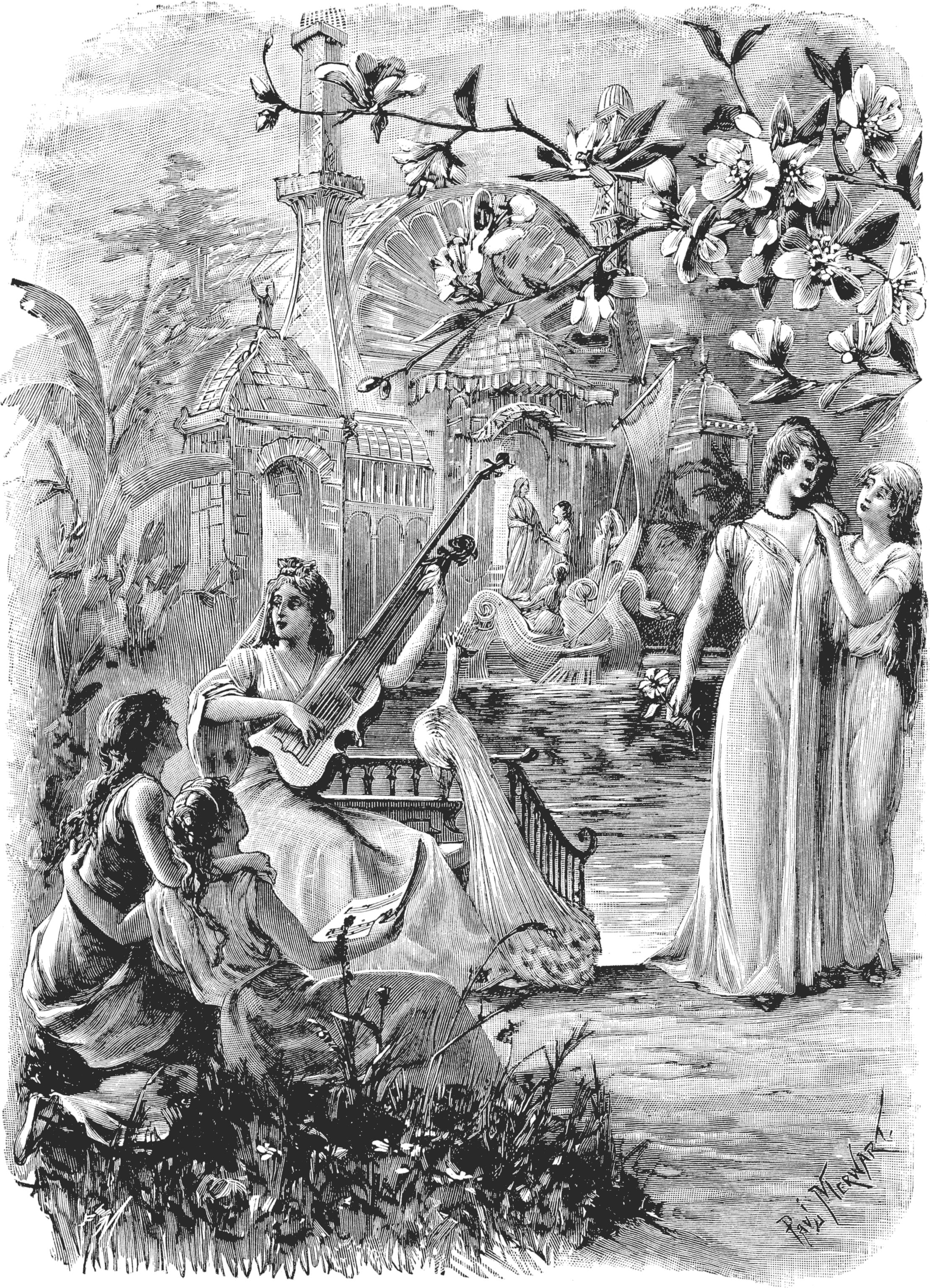
در تصویری از پل مروارت برای نسخه ۱۹۱۱ رمان La Fin du Monde اثر کامیل فلاماریون در سال ۱۸۹۴، همه زنان فرگشت یافته‌اند تا زیبا باشند.

فرگشت در ادبیات داستانی، فرگشت از پایان سدۀ ۱۹ مضمون مهمی در ادبیات داستانی، از جمله فرگشت نظری در علمی-تخیلی بوده است، اگرچه چنین داستان‌هایی پیش از زمان چارلز داروین آغاز شد. این آثار فرگشت هدفمند و ژان بتیست لامارک و دیدگاه‌های داروین را منعکس می‌کند. داروینیسم در ادبیات فراگیر است، چه خوش‌بینانه از نظر چگونگی فرگشت بشریت به سوی کمال، چه بدبینانه از نظر پیامدهای وخیم تعامل طبیعت انسانی و مبارزه برای بقا. موضوعات دیگر عبارتند از جایگزینی انسانیت، یا توسط گونه‌های دیگر یا توسط هوش مصنوعی.